# Син-Осака (станция)
Станция Син-Осака (яп. 新大阪駅 Син-О:сака-эки) — железнодорожная станция в районе Ёдогава японского города Осака. Является западной конечной остановкой Токайдо-синкансэна и восточной конечной остановкой Санъё-синкансэна, хотя некоторые маршруты и проходят сквозь неё, а не заканчиваются ей. На станции установлены автоматические платформенные ворота.

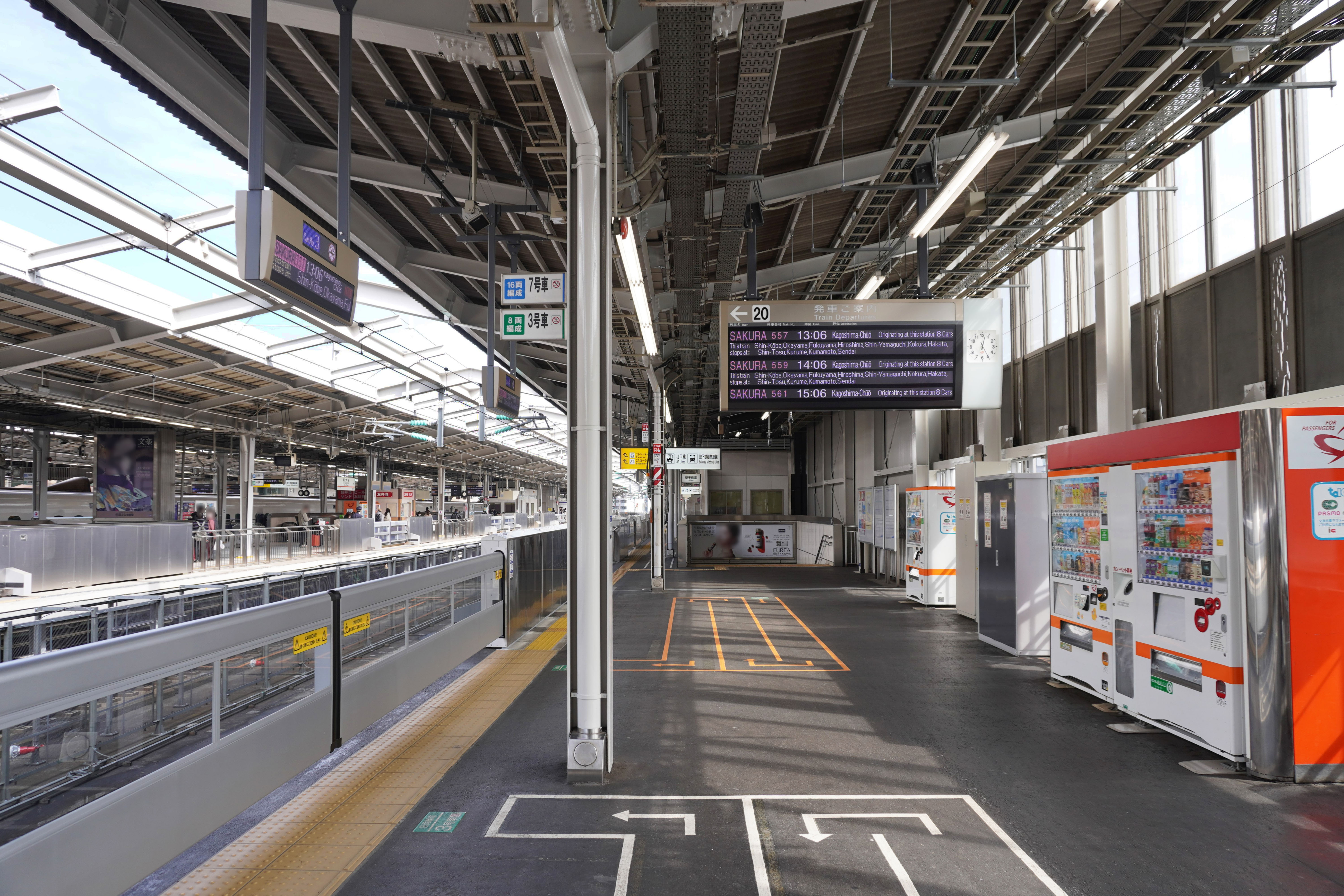
Платформа № 20 линии Санъё-синкансэн

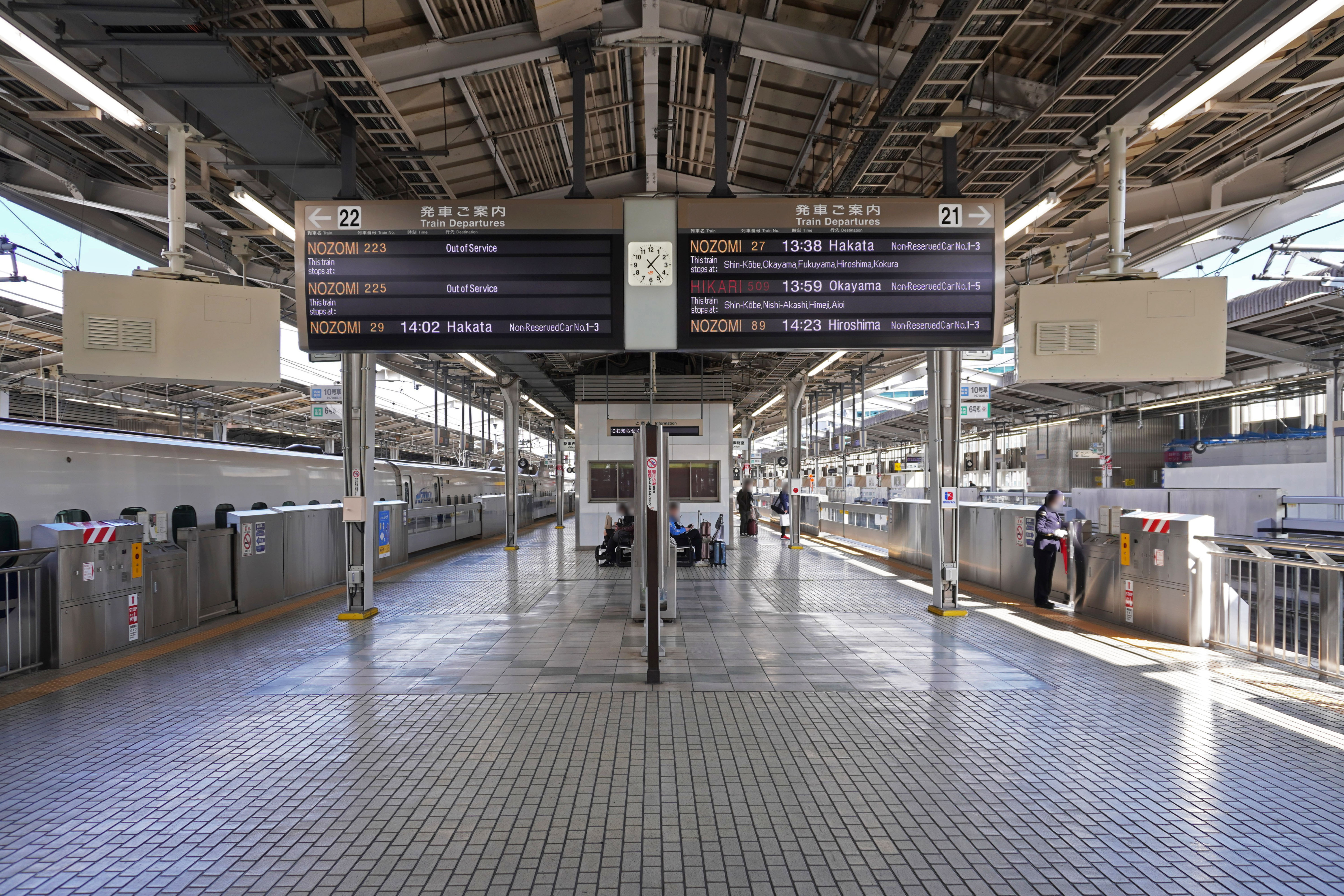
Платформы №21 и №22 линии Санъё-синкансэн

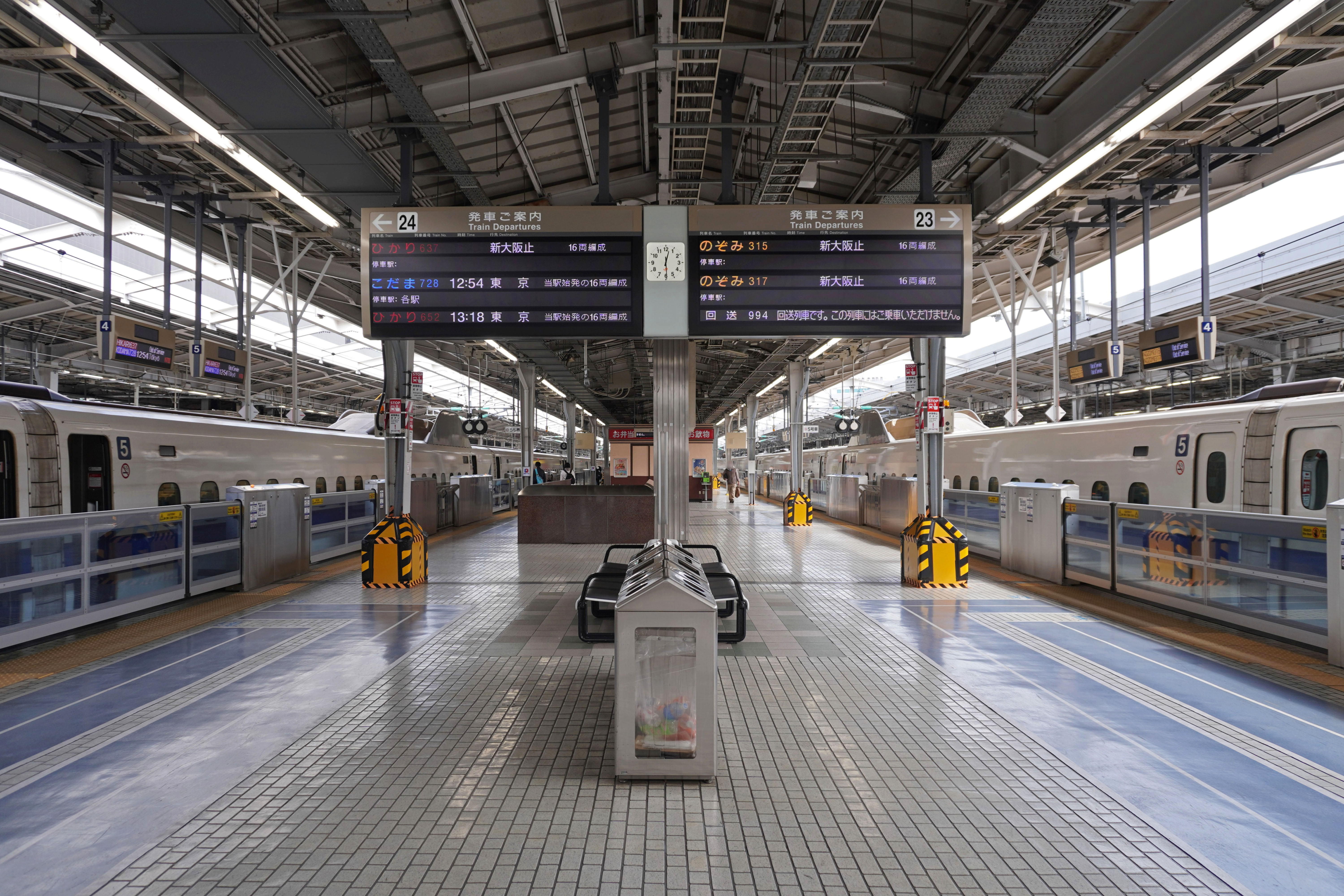
Платформы №23 и №24 линии Токайдо-синкансэн

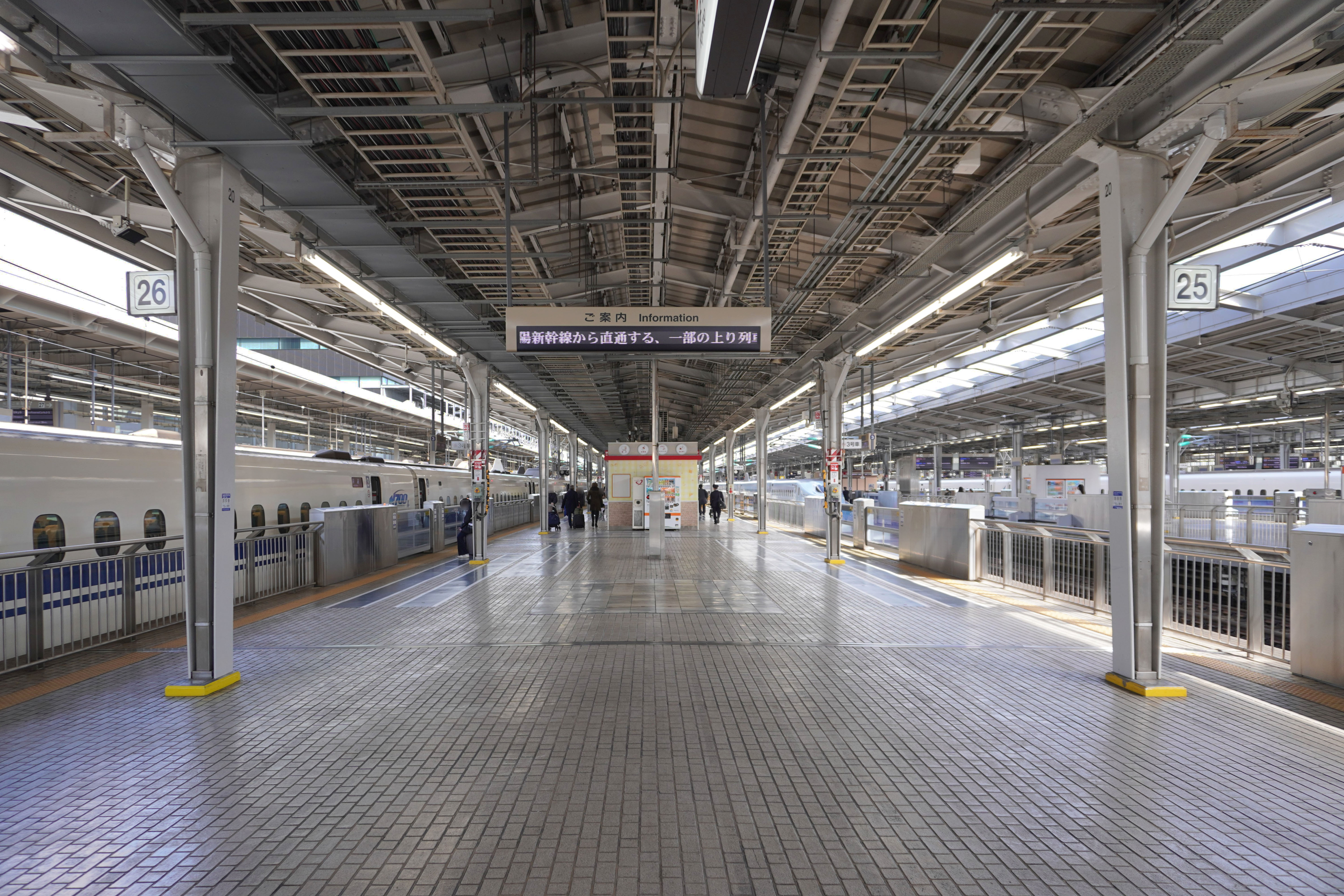
Платформы №25 и №26 линии Токайдо-синкансэн

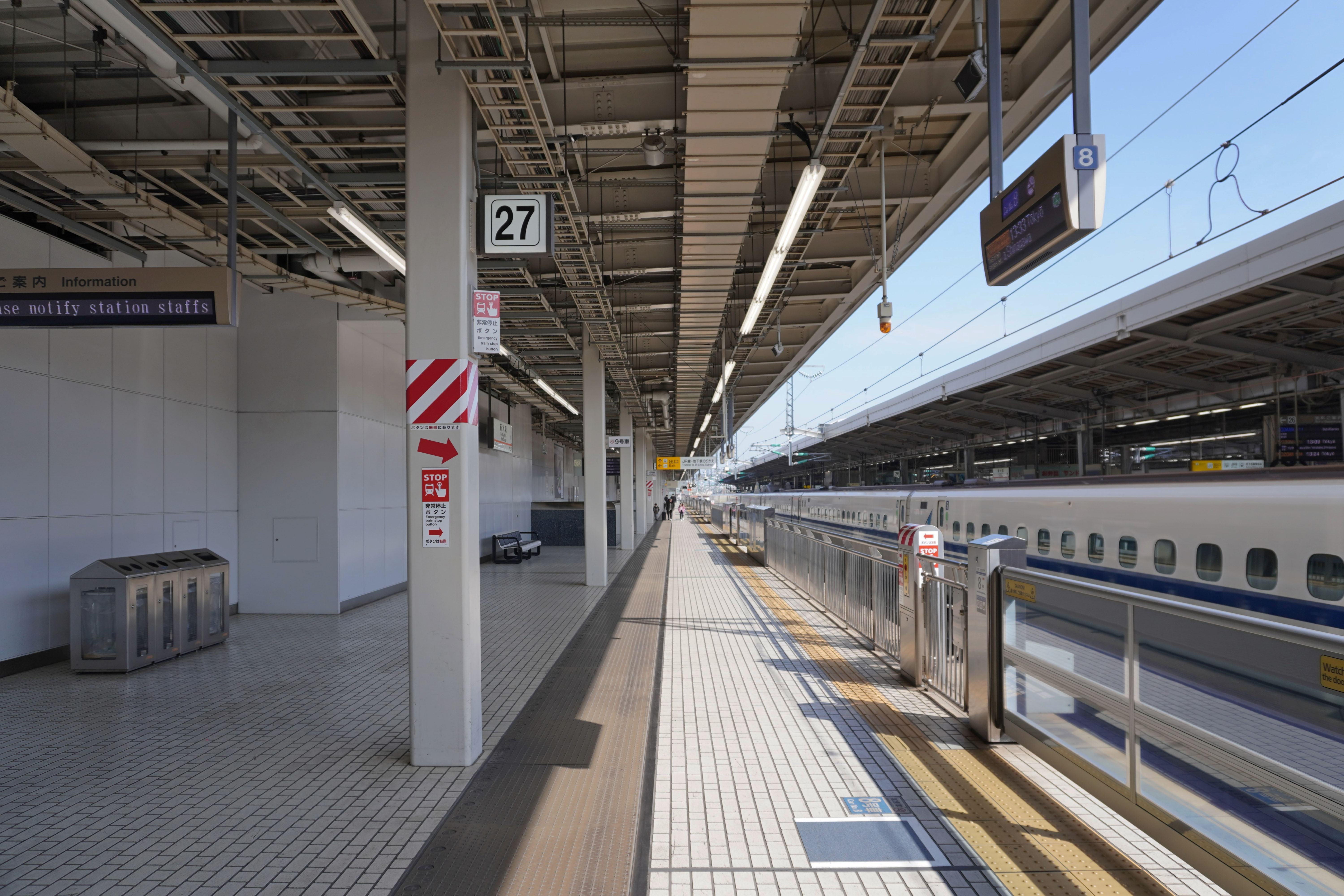
Платформа № 27 линии Токайдо-синкансэн

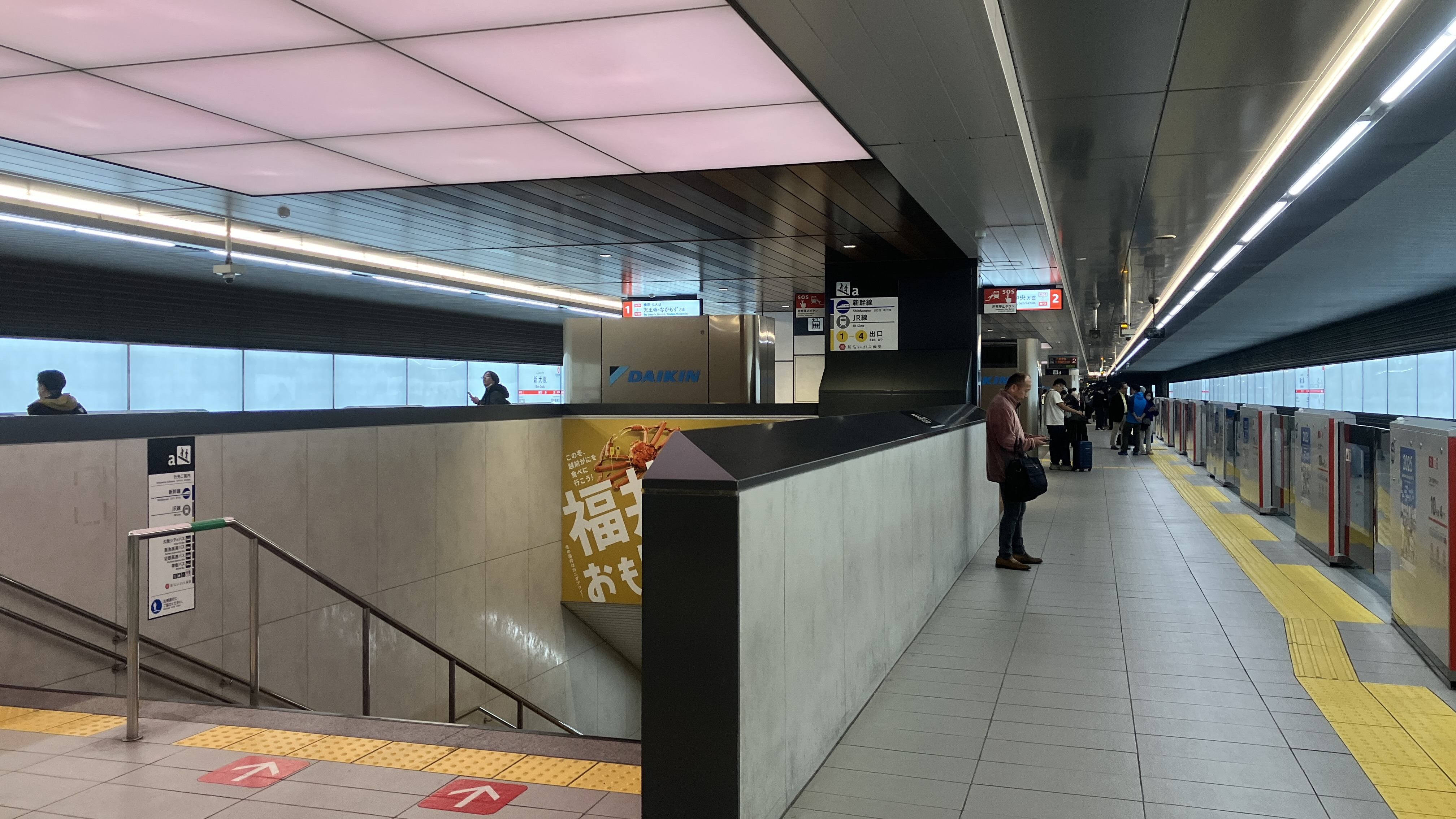
Платформа линии Мидосудзи

Син-Осака находится в трёх километрах от прежней станции Осака. Новая станция была построена в 1964 году дабы избежать проблем с постройкой линий Синкансэн через центр города. Линия JR Киото и линия метро Мидосудзи соединяют станцию Син-Осака с остальными станциями вокруг центра города.

## Линии
- Линия JR Киото (Главная Линия Токайдо)
- Токайдо-синкансэн
- Санъё-синкансэн
- Осакский метрополитен, Линия Мидосудзи (M13)

## Планировка
| 11                 | ■Ускоренный Экспресс Харука                                   | на Аэропорт Кансай                                              |  |
| 11                 | ■Ускоренный Экспресс Харука                                   | на станции Киото, Кусацу и Майбара                              |  |
| 11                 | ■Ускоренный Экспресс Куросио, Супер Куросио, Океанская Стрела | на станции Сирахама и Сингу                                     |  |
| 11                 | ■Ускоренный Экспресс Куросио, Супер Куросио, Океанская Стрела | на станцию Киото                                                |  |
| 11                 | ■Линия Ханва и Линия Кинокуни                                 | на станции Вакаяма и Кии-Танабэ                                 |  |
| 12                 | ■Ускоренный экспресс Райтё, Тандерберд                        | на станции Фукуи, Канадзава и Тояма                             |  |
| 12                 | ■Ускоренный экспресс Синано                                   | на станции Нагоя и Нагано                                       |  |
| 12                 | ■Ускоренный экспресс Хида                                     | на станции Гифу и Такаяма                                       |  |
| 12                 | ■Экспресс Бивако                                              | на станции Киото, Кусацу и Майбара                              |  |
| 12                 | ■Ускоренный экспресс Супер Хакуто                             | на станцию Киото                                                |  |
| 12                 | ■Сумеречный экспресс                                          | на станции Саппоро                                              |  |
| 12                 | ■Экстраускоренный экспресс Нихонкай                           | на станцию Аомори                                               |  |
| 12                 | ■Экспресс Китагуни                                            | на станцию Ниигата                                              |  |
| 12                 | ■Линия JR Киото (утренние)                                    | на станции Такацуки, Киото, Кусацу, Майбара и Цуруга            |  |
| 13, 14             | ■ Линия JR Киото                                              | на станции Такацуки, Киото, Кусацу, Майбара и Цуруга            |  |
| 15, 16             | ■Сквозной маршрут линии JR Кобэ                               | на станции Осака, Санномия и Химэдзи                            |  |
| 15, 16             | ■Сквозной маршрут линии JR Такарадзука (Линия Фукутияма)      | Местные поезда на станции Амагасаки, Итами, Такарадзука и Санда |  |
| 17                 | ■Ускоренный экспресс Супер Хакуто                             | на станции Тоттори и Кураёси                                    |  |
| 17                 | ■Ускоренный экспресс                                          | на станцию Осака                                                |  |
| 17                 | ■Сквозной маршрут линии JR Кобэ (утренние)                    | на станции Осака, Санномия и Химэдзи                            |  |
| 18                 | ■ Ускоренный экспресс Китакинки, Мондзю, Танго Эксплорер      | на станции Фукутияма, Аманохасидатэ и Киносаки Онсэн            |  |
| 20, 21, 22         | ■ Санъё-синкансэн                                             | Нодзоми, Хикари, Кодама на станции Окаяма, Хиросима и Хаката    |  |
| 23, 24, 25, 26, 27 | ■ Токайдо-синкансэн                                           | Нодзоми, Хикари, Кодама на станции Нагоя и Токио                |  |

Осакский метрополитен
- Островная платформа с двумя путями на третьем этаже

| 1 | ■ Линия Мидосудзи | на станции Умэда, Намба, Тэннодзи и Накамодзу |
| 2 | ■ Линия Мидосудзи | на станции Эсака и Сэнри-Тюо                  |